# South Hampton
South Hampton – miasto w Stanach Zjednoczonych, w stanie New Hampshire, w hrabstwie Rockingham.